# Magellan (СПБУ)
Magellan – самопідіймальна бурова установка. Певний час належала румунській компанії Grup Servicii Petroliere.

## Загальні відомості
Установку, яка відноситься до розробленого компанією Friede & Goldman типового проекту L-780 (Mod V), спорудили у 1992 році в Сінгапурі на верфі Pioneer Yard I (належить групі Keppel Offshore & Marine) на замовлення компанії SantaFe. Первісно вона носила назву Magellan, а в 2002-му була перейменована на GSF Magellan (незадовго до того SantaFe об’єдналась з іншим великим оператором офшорного буріння Global Marine у GlobalSantaFe).
За своїм архітектурно-конструктивним типом судно відноситься до самопідіймальних (jack-up). Воно має три опори довжиною по 151 метру та здатне працювати при глибинах моря до 107 метрів. 
Розміщена на борту бурова установка Varco E-3000 потужністю 3000 кінських сил дозволяє здійснювати спорудження свердловин глибиною 9,1 км.

## Служба судна
Тривалий час установка працювала у Північному морі. Зокрема, відомо, що вона провадила роботи на газоконденсатних родовищах Джоанна (тут з Magellan пробурили 5 свердловин), Норт-Еверест, Франклін та Елгін (на останніх двох, що розроблялись за єдиним проектом, Magellan та інша самопідіймальна установка Galaxy 1 спорудили 10 свердловин).
У другій половині 2000-х GSF Magellan кілька років перебувала у простої, а в першій половині 2010-х її перевели до узбережжя Західної Африки у Гвінейську затоку, де судно певний час виконувало роботи за контрактом з ExxonMobil.
В 2014 році установку придбала румунська компанія Grup Servicii Petroliere (GSP), яка перейменувала її на GSP Magellan. Втім, новому власнику не вдалось забезпечити судно замовленнями і воно станом на кінець 2019-го вже багато років як перебувало у простої та було виставлене на продаж.
В якийсь момент установка стала належати компанії Northern Offshore, що була буровим підрозділом китайської Shandong Offshore International. У квітня 2020-го оголосили, що Magellan проходить переобладнання для виконання подальшого замовлення на 4 свердловини у затоці Бохай. На початку 2021-го повідомляли, що Northern Offshore отримала контракт від Smart Oil Investment на буріння в затоці Бохай трьох свердловин, для виконання якого може задіяти або Magellan, або іншу самопідіймальну установку Energy Engager.